# Championnat du monde junior de hockey sur glace 2018
Navigation
Canada 2017 Canada 2019
Le Championnat du monde junior de hockey sur glace 2018 est la 42e édition de cette compétition de hockey sur glace junior organisée par la Fédération internationale de hockey sur glace (IIHF).
Le tournoi de la Division Élite, regroupant les meilleures nations, a lieu  du 26 décembre 2017 au 5 janvier 2018 à Buffalo et Orchard Park aux États-Unis. Les cinq divisions inférieures sont disputées indépendamment du groupe Élite.

## Format de la compétition
Le Championnat du monde junior de hockey sur glace est un ensemble de plusieurs tournois regroupant les nations en fonction de leur niveau. Les meilleures équipes disputent le titre dans la Division Élite.
Les 10 équipes de la Division Élite sont scindées en deux poules de 5 où elles disputent un tour préliminaire. Les 4 meilleures sont qualifiées pour les quarts de finale. Les derniers de chaque poule s'affrontent dans un tour de relégation, au meilleur des 3 matches. Le perdant est relégué en Division IA.
Pour les autres divisions qui comptent 6 équipes (sauf la Division III-Q qui en compte 3), les équipes s’affrontent entre elles et, à l'issue de cette compétition, le premier est promu dans la division supérieure et le dernier est relégué dans la division inférieure.
Lors des phases de poule, les points sont attribués ainsi :
- victoire : 3 points ;
- victoire en prolongation ou aux tirs de fusillade : 2 points ;
- défaite en prolongation ou aux tirs de fusillade : 1 point ;
- défaite : 0 point.

## Joueurs pouvant prendre part à la compétition
Un joueur est éligible pour participer à la compétition si :
- il est de sexe masculin ;
- il est né au plus tôt en 1998, et au plus tard, en 2003 ;
- il est un citoyen du pays qu'il représente ;
- il dépend d'une association nationale qui est membre de l'IIHF.

## Division Élite

### Lieu de la compétition
| \| Buffalo \| Localisation de Buffalo aux États-Unis. Orchad Park est une ville contigüe |
| Buffalo                                                                                  |

| KeyBank Center    | HarborCenter (en) | New Era Field     |
|                   |                   |                   |
| Capacité : 19 070 | Capacité : 1 800  | Capacité : 71 870 |

Le match entre les États-Unis et le Canada se jouera au New Era Field à Orchard Park, dans la banlieue de Buffalo. C'est un stade de football américain d'une capacité de 71 870 spectateurs.

### Officiels
La fédération internationale de hockey sur glace a sélectionné 12 arbitres et 10 juges de lignes pour cette compétition.
| - Andris Ansons - Alexandre Garon - Jacob Grumsen - Mikko Kaukokari - Artour Kouliov - Manuel Nikolic | - Gordon Schukies - Robin Šír - Mikael Sjöqvist - Stephen Thomson - Jeremy Tufts - Marc Wiegand |

| - Franco Castelli - Markus Hägerström - William Hancock II - Rene Jensen - Jon Kilian | - Dustin McCrank - Jiří Ondráček - Peter Šefčík - Aleksandr Syssouïev - Emil Yletyinen |

### Tour préliminaire

#### Groupe A

##### Matchs
| 26 décembre | Canada | 4-2 (3-1, 1-1, 0-0) | Finlande | KeyBank Center 9 552 spectateurs |

| Feuille de match | Feuille de match | Feuille de match        | Feuille de match                                                                          | Feuille de match                                                                           |
| ---------------- | --- | ----------------------- | ----------------------------------------------------------------------------------------- | ------------------------------------------------------------------------------------------ |
|                  | Katchouk (Thomas) — 5 min 34 s Steel (Raddysh, Kyrou) — 6 min 1 s (SN) - Batherson (Gadjovich, Mete) — 12 min 52 s - Raddysh (Katchouk) — 32 min 47 s | 1-0 2-0 2-1 3-1 3-2 4-2 | - Heponiemi (Välimäki) — 12 min 19 s - Jokiharju (Tolvanen, Koivula) — 27 min 31 s (SN) - | Arbitrage : Artour Kouliov et Manuel Nikolic Juges de lignes : Jon Kilian et Jiří Ondráček |
| Hart             | Gardiens | Luukkonen               |                                                                                           | Arbitrage : Artour Kouliov et Manuel Nikolic Juges de lignes : Jon Kilian et Jiří Ondráček |
| 12 min           | Pénalités | 6 min                   |                                                                                           | Arbitrage : Artour Kouliov et Manuel Nikolic Juges de lignes : Jon Kilian et Jiří Ondráček |
| 32               | Tirs | 31                      |                                                                                           | Arbitrage : Artour Kouliov et Manuel Nikolic Juges de lignes : Jon Kilian et Jiří Ondráček |

| 26 décembre | Danemark | 0-9 (0-5, 0-2, 0-2) | États-Unis | KeyBank Center 7 207 spectateurs |

| Feuille de match               | Feuille de match | Feuille de match                    | Feuille de match | Feuille de match                                                                               |
| ------------------------------ | ---------------- | ----------------------------------- | --- | ---------------------------------------------------------------------------------------------- |
|                                | -                | 0-1 0-2 0-3 0-4 0-5 0-6 0-7 0-8 0-9 | Jones (Peeke, Norris) — 2 min 27 s Bellows (Brown) — 5 min 4 s (SN) Mittelstadt (Hughes, M. Anderson) — 8 min 26 s Yamamoto (Tkachuk, Hughes) — 11 min 35 s Mittelstadt (Harper, Tufte) — 18 min 48 s Bellows — 24 min 8 s (TP) Harper (Fox) — 39 min 31 s Peeke (Jones) — 52 min 30 s (SN) Samberg (Perunovich, Norris) — 53 min 23 s | Arbitrage : Gordon Schukies et Robin Šír Juges de lignes : Peter Šefčík et Aleksandr Syssouïev |
| Krog (40 min) Gransoe (20 min) | Gardiens         | Woll                                | | Arbitrage : Gordon Schukies et Robin Šír Juges de lignes : Peter Šefčík et Aleksandr Syssouïev |
| 10 min                         | Pénalités        | 6 min                               | | Arbitrage : Gordon Schukies et Robin Šír Juges de lignes : Peter Šefčík et Aleksandr Syssouïev |
| 17                             | Tirs             | 36                                  | | Arbitrage : Gordon Schukies et Robin Šír Juges de lignes : Peter Šefčík et Aleksandr Syssouïev |

| 27 décembre | Slovaquie | 0-6 (0-1, 0-3, 0-2) | Canada | KeyBank Center 7 834 spectateurs |

| Feuille de match | Feuille de match | Feuille de match        | Feuille de match | Feuille de match                                                                             |
| ---------------- | ---------------- | ----------------------- | --- | -------------------------------------------------------------------------------------------- |
|                  | -                | 0-1 0-2 0-3 0-4 0-5 0-6 | Steel (Makar, Kyrou) — 3 min 39 s Kyrou (Mete, Dubé) — 21 min 24 s (SN) Gadjovich (Makar) — 25 min 43 s Raddysh (Kyrou, Steel) — 30 min 33 s (SN) Comtois — 55 min 58 s Gadjovich (McLeod, Timmins) — 58 min 30 s (SN) | Arbitrage : Jeremy Tufts et Marc Wiegand Juges de lignes : William Hancock II et Rene Jensen |
| Hrenák           | Gardiens         | Point                   | | Arbitrage : Jeremy Tufts et Marc Wiegand Juges de lignes : William Hancock II et Rene Jensen |
| 12 min           | Pénalités        | 4 min                   | | Arbitrage : Jeremy Tufts et Marc Wiegand Juges de lignes : William Hancock II et Rene Jensen |
| 20               | Tirs             | 52                      | | Arbitrage : Jeremy Tufts et Marc Wiegand Juges de lignes : William Hancock II et Rene Jensen |

| 28 décembre | Finlande | 4-1 (2-0, 2-1, 0-0) | Danemark | KeyBank Center 5 026 spectateurs |

| Feuille de match | Feuille de match | Feuille de match    | Feuille de match                                | Feuille de match                                                                             |
| ---------------- | --- | ------------------- | ----------------------------------------------- | -------------------------------------------------------------------------------------------- |
|                  | Koppanen (Välimäki, Heiskanen) — 2 min 49 s Räsänen (Tolvanen, Jokiharju) — 6 min 56 s - Välimäki (Heiskanen, Vaakanainen) — 35 min 38 s Jokiharju (Koivula) — 37 min 44 s | 1-0 2-0 2-1 3-1 4-1 | - Krag (Røndbjerg, Setkov) — 21 min 38 s (SN) - | Arbitrage : Alexandre Garon et Andris Ansons Juges de lignes : Franco Castelli et Jon Kilian |
| Luukkonen        | Gardiens | Krog                |                                                 | Arbitrage : Alexandre Garon et Andris Ansons Juges de lignes : Franco Castelli et Jon Kilian |
| 2 min            | Pénalités | 14 min              |                                                 | Arbitrage : Alexandre Garon et Andris Ansons Juges de lignes : Franco Castelli et Jon Kilian |
| 62               | Tirs | 7                   |                                                 | Arbitrage : Alexandre Garon et Andris Ansons Juges de lignes : Franco Castelli et Jon Kilian |

| 28 décembre | États-Unis | 2-3 (0-0, 1-1, 1-2) | Slovaquie | KeyBank Center 8 188 spectateurs |

| Feuille de match | Feuille de match                                                             | Feuille de match    | Feuille de match                                                                      | Feuille de match                                                                                    |
| ---------------- | ---------------------------------------------------------------------------- | ------------------- | ------------------------------------------------------------------------------------- | --------------------------------------------------------------------------------------------------- |
|                  | - Tkachuk (Poehling, J. Anderson) — 31 min 7 s - Mittelstadt — 56 min 49 s - | 0-1 1-1 1-2 2-2 2-3 | Krivošík (Buček) — 24 min 52 s - Krivošík (Buček) — 55 min 15 s - Buček — 57 min 52 s | Arbitrage : Artour Kouliov et Mikael Sjöqvist Juges de lignes : Markus Hägerström et Emil Yletyinen |
| Woll             | Gardiens                                                                     | Durný               |                                                                                       | Arbitrage : Artour Kouliov et Mikael Sjöqvist Juges de lignes : Markus Hägerström et Emil Yletyinen |
| 2 min            | Pénalités                                                                    | 4 min               |                                                                                       | Arbitrage : Artour Kouliov et Mikael Sjöqvist Juges de lignes : Markus Hägerström et Emil Yletyinen |
| 45               | Tirs                                                                         | 25                  |                                                                                       | Arbitrage : Artour Kouliov et Mikael Sjöqvist Juges de lignes : Markus Hägerström et Emil Yletyinen |

| 29 décembre | Canada | 3-4 (TB) (2-0, 1-1, 0-2, 0-0, 0-1) | États-Unis | New Era Field 44 592 spectateurs |

| Feuille de match | Feuille de match                                                                                   | Feuille de match            | Feuille de match | Feuille de match                                                                                   |
| ---------------- | -------------------------------------------------------------------------------------------------- | --------------------------- | --- | -------------------------------------------------------------------------------------------------- |
|                  | Makar (Thomas) — 4 min 13 s (SN) Dubé (Steel) — 15 min 17 s (SN) - Katchouk (Bean) — 37 min 39 s - | 1-0 2-0 2-1 3-1 3-2 3-3 3-4 | - Bellows (Mittelstadt, Oettinger) — 36 min 27 s (2 SN) - Perunovich (Mittelstadt) — 46 min 9 s (SN) Tkachuk (Mittelstadt) — 46 min 43 s Bellows — 70 min (TB) | Arbitrage : Mikko Kaukokari et Marc Wiegand Juges de lignes : Jiří Ondráček et Aleksandr Syssouïev |
| Hart             | Gardiens                                                                                           | Oettinger                   | | Arbitrage : Mikko Kaukokari et Marc Wiegand Juges de lignes : Jiří Ondráček et Aleksandr Syssouïev |
| 12 min           | Pénalités                                                                                          | 6 min                       | | Arbitrage : Mikko Kaukokari et Marc Wiegand Juges de lignes : Jiří Ondráček et Aleksandr Syssouïev |
| 22               | Tirs                                                                                               | 36                          | | Arbitrage : Mikko Kaukokari et Marc Wiegand Juges de lignes : Jiří Ondráček et Aleksandr Syssouïev |

| 30 décembre | Finlande | 5-2 (0-0, 2-1, 3-1) | Slovaquie | KeyBank Center 6 229 spectateurs |

| Feuille de match | Feuille de match | Feuille de match            | Feuille de match                                                                | Feuille de match                                                                                 |
| ---------------- | --- | --------------------------- | ------------------------------------------------------------------------------- | ------------------------------------------------------------------------------------------------ |
|                  | Koppanen (Nurmi, Jääskä) — 27 min 2 s - Räsänen (Juolevi, Tolvanen) — 39 min 2 s (SN) Heponiemi (Kuokkanen) — 46 min 23 s - Ikonen — 52 min 36 s Nurmi (Koppanen) — 54 min 1 s | 1-0 1-1 2-1 3-1 3-2 4-2 5-2 | - Bodák (Tamáši, Ivan) — 34 min 14 s - Buček (Krivošík, Růžička) — 49 min 3 s - | Arbitrage : Gordon Schukies et Stephen Thomson Juges de lignes : Dustin McCrank et Jiří Ondráček |
| Luukkonen        | Gardiens | Durný                       |                                                                                 | Arbitrage : Gordon Schukies et Stephen Thomson Juges de lignes : Dustin McCrank et Jiří Ondráček |
| 8 min            | Pénalités | 8 min                       |                                                                                 | Arbitrage : Gordon Schukies et Stephen Thomson Juges de lignes : Dustin McCrank et Jiří Ondráček |
| 39               | Tirs | 26                          |                                                                                 | Arbitrage : Gordon Schukies et Stephen Thomson Juges de lignes : Dustin McCrank et Jiří Ondráček |

| 30 décembre | Danemark | 0-8 (0-3, 0-2, 0-3) | Canada | KeyBank Center 8 671 spectateurs |

| Feuille de match | Feuille de match | Feuille de match                | Feuille de match | Feuille de match                                                                               |
| ---------------- | ---------------- | ------------------------------- | --- | ---------------------------------------------------------------------------------------------- |
|                  | -                | 0-1 0-2 0-3 0-4 0-5 0-6 0-7 0-8 | Thomas (Raddysh, Katchouk) — 3 min 52 s Howden (Comtois, Foote) — 17 min 21 s Steel (Clague, Kyrou) — 19 min 39 s Makar (Bean) — 27 min 52 s (SN) Howden (Foote, Formenton) — 29 min 20 s Formenton (Timmins) — 43 min 30 s McLeod — 49 min 3 s Batherson (Foote, McLeod) — 52 min 26 s (SN) | Arbitrage : Manuel Nikolic et Mikael Sjöqvist Juges de lignes : Peter Šefčík et Emil Yletyinen |
| Gransøe          | Gardiens         | Hart                            | | Arbitrage : Manuel Nikolic et Mikael Sjöqvist Juges de lignes : Peter Šefčík et Emil Yletyinen |
| 8 min            | Pénalités        | 4 min                           | | Arbitrage : Manuel Nikolic et Mikael Sjöqvist Juges de lignes : Peter Šefčík et Emil Yletyinen |
| 18               | Tirs             | 44                              | | Arbitrage : Manuel Nikolic et Mikael Sjöqvist Juges de lignes : Peter Šefčík et Emil Yletyinen |

| 31 décembre | États-Unis | 5-4 (2-0, 2-2, 1-2) | Finlande | KeyBank Center 7 884 spectateurs |

| Feuille de match | Feuille de match | Feuille de match                    | Feuille de match | Feuille de match                                                                       |
| ---------------- | --- | ----------------------------------- | --- | -------------------------------------------------------------------------------------- |
|                  | Frederic (Tufte, Yamamoto) — 3 min 59 s Mittelstadt (Tkachuk) — 14 min 33 s J. Anderson (Tkachuk, Fox) — 26 min 56 s (2 SN) - J. Anderson (Fox, Mittelstadt) — 39 min 26 s (SN) - Fox (Mittelstadt, Tkachuk) — 58 min 23 s | 1-0 2-0 3-0 3-1 3-2 4-2 4-3 4-4 5-4 | - Räsänen (Tolvanen) — 29 min 1 s Tolvanen (Jokiharju, Vesalainen) — 38 min 44 s (SN) - Koppanen (Nurmi, Vaakanainen) — 48 min 25 s (IN) Vesalainen (Juolevi, Välimäki) — 49 min 31 s - | Arbitrage : Alexandre Garon et Robin Šír Juges de lignes : Rene Jensen et Peter Šefčík |
| Woll             | Gardiens | Luukkonen                           | | Arbitrage : Alexandre Garon et Robin Šír Juges de lignes : Rene Jensen et Peter Šefčík |
| 8 min            | Pénalités | 10 min                              | | Arbitrage : Alexandre Garon et Robin Šír Juges de lignes : Rene Jensen et Peter Šefčík |
| 37               | Tirs | 24                                  | | Arbitrage : Alexandre Garon et Robin Šír Juges de lignes : Rene Jensen et Peter Šefčík |

| 31 décembre | Slovaquie | 5-1 (1-1, 2-0, 2-0) | Danemark | KeyBank Center 1 419 spectateurs |

| Feuille de match | Feuille de match | Feuille de match        | Feuille de match                                 | Feuille de match                                                                                   |
| ---------------- | --- | ----------------------- | ------------------------------------------------ | -------------------------------------------------------------------------------------------------- |
|                  | - Roman (Tamáši) — 11 min 42 s Fehérváry (Ružička, Buček) — 29 min 38 s Roman — 34 min 38 s (IN) Buček (Fehérváry) — 44 min 6 s Liška (Kundrík, Solenský) — 45 min 22 s | 0-1 1-1 2-1 3-1 4-1 5-1 | Blichfield (Krag, Røndbjerg) — 4 min 46 s (SN) - | Arbitrage : Andris Ansons et Jeremy Tufts Juges de lignes : Franco Castelli et Aleksandr Syssouïev |
| Durný            | Gardiens | Krog                    |                                                  | Arbitrage : Andris Ansons et Jeremy Tufts Juges de lignes : Franco Castelli et Aleksandr Syssouïev |
| 12 min           | Pénalités | 10 min                  |                                                  | Arbitrage : Andris Ansons et Jeremy Tufts Juges de lignes : Franco Castelli et Aleksandr Syssouïev |
| 40               | Tirs | 31                      |                                                  | Arbitrage : Andris Ansons et Jeremy Tufts Juges de lignes : Franco Castelli et Aleksandr Syssouïev |

##### Classement
| Clt   | Équipe     | PJ | V | VP | D | DP | BP | BC | Diff | Pts |
| ----- | ---------- | -- | - | -- | - | -- | -- | -- | ---- | --- |
| +001, | Canada     | 4  | 3 | 0  | 0 | 1  | 21 | 6  | +15  | 10  |
| +002, | États-Unis | 4  | 2 | 1  | 1 | 0  | 20 | 10 | +10  | 8   |
| +003, | Finlande   | 4  | 2 | 0  | 2 | 0  | 15 | 12 | +3   | 6   |
| +004, | Slovaquie  | 4  | 2 | 0  | 2 | 0  | 10 | 14 | -4   | 6   |
| +005, | Danemark   | 4  | 0 | 0  | 4 | 0  | 4  | 26 | -24  | 0   |

- Qualifié pour les quarts de finale
- Joue le tour de relégation

#### Groupe B

##### Matchs
| 26 décembre | République tchèque | 5-4 (2-2, 2-0, 1-2) | Russie | KeyBank Center 4 998 spectateurs |

| Feuille de match | Feuille de match | Feuille de match                                | Feuille de match | Feuille de match                                                                                    |
| ---------------- | --- | ----------------------------------------------- | --- | --------------------------------------------------------------------------------------------------- |
|                  | Nečas (Kaut, Zadina) — 4 min 42 s (SN) - Safin (Chytil, Hájek) — 7 min 28 s - Zadina (Kaut, Necas) — 25 min 34 s (SN) Chytil (Safin, Zachar) — 37 min 26 s Kral (Kaut, Galvas) — 46 min 16 s - | 1-0 1-1 2-1 2-2 3-2 4-2 5-2 5-3 5-4             | - Polodian (Altybarmakian, Zaïtsev) — 5 min 21 s - Cholokhov (Kostine, Siomine) — 9 min 16 s - Kaïoumov (Manoukian, Roubtsov) — 57 min 48 s Siomine (Kaïoumov, Roubtsov) — 59 min 2 s | Arbitrage : Andris Ansons et Alexandre Garon Juges de lignes : Franco Castelli et Markus Hägerström |
| Kořenář          | Gardiens | Melnitchouk (40 min) Soukhatchiov (19 min 24 s) | | Arbitrage : Andris Ansons et Alexandre Garon Juges de lignes : Franco Castelli et Markus Hägerström |
| 14 min           | Pénalités | 6 min                                           | | Arbitrage : Andris Ansons et Alexandre Garon Juges de lignes : Franco Castelli et Markus Hägerström |
| 24               | Tirs | 38                                              | | Arbitrage : Andris Ansons et Alexandre Garon Juges de lignes : Franco Castelli et Markus Hägerström |

| 26 décembre | Biélorussie | 1-6 (1-1, 0-3, 0-2) | Suède | HarborCenter 1 754 spectateurs |

| Feuille de match | Feuille de match                     | Feuille de match            | Feuille de match | Feuille de match                                                                                 |
| ---------------- | ------------------------------------ | --------------------------- | --- | ------------------------------------------------------------------------------------------------ |
|                  | - Charangovitch — 14 min 56 s (IN) - | 0-1 1-1 1-2 1-3 1-4 1-5 1-6 | Pettersson (Dahlin) — 8 min 44 s (SN) - Brännström (Nylander, Steen) — 30 min 57 s Gustafsson (G. Lindström, Sellgren) — 32 min 33 s Boqvist (Brännström, Karlström) — 34 min 18 s Andersson (Nylander, Pettersson) — 42 min 17 s (SN) Andersson (Dahlin, Karlström) — 51 min 7 s | Arbitrage : Jacob Grumsen et Mikko Kaukokari Juges de lignes : William Hancock II et Rene Jensen |
| Grichtchenko     | Gardiens                             | Gustavsson                  | | Arbitrage : Jacob Grumsen et Mikko Kaukokari Juges de lignes : William Hancock II et Rene Jensen |
| 16 min           | Pénalités                            | 8 min                       | | Arbitrage : Jacob Grumsen et Mikko Kaukokari Juges de lignes : William Hancock II et Rene Jensen |
| 9                | Tirs                                 | 36                          | | Arbitrage : Jacob Grumsen et Mikko Kaukokari Juges de lignes : William Hancock II et Rene Jensen |

| 27 décembre | Suisse | 3-2 (1-1, 0-0, 2-1) | Biélorussie | KeyBank Center 5 224 spectateurs |

| Feuille de match | Feuille de match                                                                                       | Feuille de match    | Feuille de match                                                                              | Feuille de match                                                                                  |
| ---------------- | --- | ------------------- | --------------------------------------------------------------------------------------------- | ------------------------------------------------------------------------------------------------- |
|                  | Muller — 8 min 7 s - Nussbaumer (Leuenberger) — 48 min 12 s Kurashev (Maillard, Miranda) — 51 min 16 s | 1-0 1-1 1-2 2-2 3-2 | - Souchko (Martyniouk, Gabrous) — 18 min 34 s Bovbel (Litvinov, Souchko) — 44 min 25 s (SN) - | Arbitrage : Mikael Sjoqvist et Stephen Thomson Juges de lignes : Dustin McCrank et Emil Yletyinen |
| Wüthrich         | Gardiens                                                                                               | Grichtchenko        |                                                                                               | Arbitrage : Mikael Sjoqvist et Stephen Thomson Juges de lignes : Dustin McCrank et Emil Yletyinen |
| 4 min            | Pénalités                                                                                              | 2 min               |                                                                                               | Arbitrage : Mikael Sjoqvist et Stephen Thomson Juges de lignes : Dustin McCrank et Emil Yletyinen |
| 39               | Tirs                                                                                                   | 29                  |                                                                                               | Arbitrage : Mikael Sjoqvist et Stephen Thomson Juges de lignes : Dustin McCrank et Emil Yletyinen |

| 28 décembre | Russie | 5-2 (1-0, 1-1, 3-1) | Suisse | HarborCenter 1 895 spectateurs |

| Feuille de match | Feuille de match | Feuille de match            | Feuille de match                                                                    | Feuille de match                                                                          |
| ---------------- | --- | --------------------------- | ----------------------------------------------------------------------------------- | ----------------------------------------------------------------------------------------- |
|                  | Siomine (Sokolov) — 10 min 21 s (SN) - Kostine (Svetchnikov, Siomine) — 38 min 16 s - Kaïoumov (Kostine) — 51 min 2 s Ivanov (Svetchnikov) — 58 min 18 s Abramov (Sokolov) — 58 min 31 s (CV) | 1-0 1-1 2-1 2-2 3-2 4-2 5-2 | - Miranda (Kurashev, Maillard) — 20 min 9 s - Jäger (Heim, Sigrist) — 42 min 10 s - | Arbitrage : Jacob Grumsen et Jeremy Tufts Juges de lignes : Jiří Ondráček et Peter Šefčík |
| Soukhatchiov     | Gardiens | Wüthrich                    |                                                                                     | Arbitrage : Jacob Grumsen et Jeremy Tufts Juges de lignes : Jiří Ondráček et Peter Šefčík |
| 6 min            | Pénalités | 8 min                       |                                                                                     | Arbitrage : Jacob Grumsen et Jeremy Tufts Juges de lignes : Jiří Ondráček et Peter Šefčík |
| 37               | Tirs | 13                          |                                                                                     | Arbitrage : Jacob Grumsen et Jeremy Tufts Juges de lignes : Jiří Ondráček et Peter Šefčík |

| 28 décembre | Suède | 3-1 (2-0, 0-1, 1-0) | République tchèque | KeyBank Center 6 890 spectateurs |

| Feuille de match | Feuille de match | Feuille de match | Feuille de match                            | Feuille de match                                                                                    |
| ---------------- | --- | ---------------- | ------------------------------------------- | --------------------------------------------------------------------------------------------------- |
|                  | Davidsson (Jonsson-Fjällby, Gustafsson) — 5 min 56 s Pettersson (Nylander, Dahlin) — 19 min 4 s (SN) - Nylander (Dahlin) — 44 min 25 s (SN) | 1-0 2-0 2-1 3-1  | - Zadina (Nečas, Hájek) — 39 min 2 s (SN) - | Arbitrage : Stephen Thomson et Marc Wiegand Juges de lignes : Dustin McCrank et Aleksandr Syssouïev |
| Gustavsson       | Gardiens | Škarek           |                                             | Arbitrage : Stephen Thomson et Marc Wiegand Juges de lignes : Dustin McCrank et Aleksandr Syssouïev |
| 10 min           | Pénalités | 8 min            |                                             | Arbitrage : Stephen Thomson et Marc Wiegand Juges de lignes : Dustin McCrank et Aleksandr Syssouïev |
| 32               | Tirs | 25               |                                             | Arbitrage : Stephen Thomson et Marc Wiegand Juges de lignes : Dustin McCrank et Aleksandr Syssouïev |

| 29 décembre | Biélorussie | 2-5 (0-2, 0-1, 2-2) | Russie | HarborCenter 1 841 spectateurs |

| Feuille de match | Feuille de match                                                        | Feuille de match            | Feuille de match | Feuille de match                                                                                 |
| ---------------- | ----------------------------------------------------------------------- | --------------------------- | --- | ------------------------------------------------------------------------------------------------ |
|                  | - Deryabine (Pitchouk) — 42 min 3 s - Pitchouk (Martynov) — 50 min 43 s | 0-1 0-2 0-3 1-3 1-4 1-5 2-5 | Polodian (Makeïev, Maltsev) — 10 min 14 s Roubtsov (Manoukian, Minouline) — 12 min 44 s Kostine (Svetchnikov) — 23 min 33 s - Kaïoumov (Roubtsov, Manoukian) — 44 min 21 s Svetchnikov (Ivanov) — 48 min 12 s - | Arbitrage : Manuel Nikolic et Gordon Schukies Juges de lignes : William Hancock II et Jon Kilian |
| Grichtchenko     | Gardiens                                                                | Soukhatchiov                | | Arbitrage : Manuel Nikolic et Gordon Schukies Juges de lignes : William Hancock II et Jon Kilian |
| 6 min            | Pénalités                                                               | 10 min                      | | Arbitrage : Manuel Nikolic et Gordon Schukies Juges de lignes : William Hancock II et Jon Kilian |
| 19               | Tirs                                                                    | 40                          | | Arbitrage : Manuel Nikolic et Gordon Schukies Juges de lignes : William Hancock II et Jon Kilian |

| 30 décembre | République tchèque | 6-5 (0-1, 5-2, 1-2) | Biélorussie | KeyBank Center 5 222 spectateurs |

| Feuille de match                           | Feuille de match | Feuille de match                               | Feuille de match | Feuille de match                                                                             |
| ------------------------------------------ | --- | ---------------------------------------------- | --- | -------------------------------------------------------------------------------------------- |
|                                            | - Pavlík (Safin, Reichel) — 21 min 29 s Hájek (Nečas, Budík) — 21 min 53 s Zadina (Michnáč, Kaut) — 25 min 58 s (SN) Chytil (Zachar, Hájek) — 32 min 45 s Pavlík (Chytil) — 35 min 26 s - Zachar (Budík) — 53 min 23 s - | 0-1 0-2 1-2 2-2 3-2 4-2 5-2 5-3 5-4 6-4 6-5    | Charangovitch (Ieriomenko, Litvinov) — 8 min 31 s (SN) Drozdov (Souchko, Bovbel) — 20 min 48 s - Charangovitch (Souchko, Bovbel) — 38 min 45 s (SN) Martynov (Drozdov, Ieriomenko) — 50 min 27 s (SN) - Gabrous — 54 min 52 s | Arbitrage : Jacob Grumsen et Artour Kouliov Juges de lignes : Franco Castelli et Rene Jensen |
| Kořenář (20 min 48 s) Škarek (39 min 12 s) | Gardiens | Grichtchenko (35 min 26 s) Rodik (24 min 30 s) | | Arbitrage : Jacob Grumsen et Artour Kouliov Juges de lignes : Franco Castelli et Rene Jensen |
| 41 min                                     | Pénalités | 4 min                                          | | Arbitrage : Jacob Grumsen et Artour Kouliov Juges de lignes : Franco Castelli et Rene Jensen |
| 39                                         | Tirs | 21                                             | | Arbitrage : Jacob Grumsen et Artour Kouliov Juges de lignes : Franco Castelli et Rene Jensen |

| 30 décembre | Suède | 7-2 (1-1, 2-1, 4-0) | Suisse | HarborCenter 2 115 spectateurs |

| Feuille de match | Feuille de match | Feuille de match                    | Feuille de match                                      | Feuille de match                                                                                 |
| ---------------- | --- | ----------------------------------- | ----------------------------------------------------- | ------------------------------------------------------------------------------------------------ |
|                  | Andersson (Nylander, Pettersson) — 5 min 25 s (SN) - Andersson — 26 min 7 s Jonsson Fjällby — 32 min 27 s (IN) - Pettersson — 44 min 55 s Söderlund (Dahlin, Brännström) — 50 min 1 s Zetterlund — 51 min 43 s Pettersson (Andersson, Dahlin) — 52 min 17 s | 1-0 1-1 2-1 3-1 3-2 4-2 5-2 6-2 7-2 | - Müller — 10 min 13 s - Miranda — 39 min 14 s (SN) - | Arbitrage : Andris Ansons et Robin Šír Juges de lignes : Markus Hägerström et William Hancock II |
| Larsson          | Gardiens | Ritz                                |                                                       | Arbitrage : Andris Ansons et Robin Šír Juges de lignes : Markus Hägerström et William Hancock II |
| 6 min            | Pénalités | 8 min                               |                                                       | Arbitrage : Andris Ansons et Robin Šír Juges de lignes : Markus Hägerström et William Hancock II |
| 42               | Tirs | 22                                  |                                                       | Arbitrage : Andris Ansons et Robin Šír Juges de lignes : Markus Hägerström et William Hancock II |

| 31 décembre | Suisse | 3-6 (1-2, 2-2, 0-2) | République tchèque | KeyBank Center 5 548 spectateurs |

| Feuille de match | Feuille de match                                                                                               | Feuille de match                          | Feuille de match | Feuille de match                                                                              |
| ---------------- | --- | ----------------------------------------- | --- | --------------------------------------------------------------------------------------------- |
|                  | - Jäger (Miranda, Kurashev) — 2 min 51 s - Rohrbach — 22 min 20 s Riva (le Coultre, Heim) — 23 min 55 s (SN) - | 0-1 1-1 1-2 1-3 2-3 3-3 3-4 3-5 3-6       | Lauko (Hájek, Budík) — 2 min 38 s - Nečas (Kaut, Hájek) — 11 min 7 s (SN) Reichel (Pavlík) — 22 min 11 s - Kaut (Michnáč, Nečas) — 28 min 38 s (SN) Kurovský (Kodýtek) — 47 min 46 s Reichel (Kurovský) — 57 min 40 s | Arbitrage : Mikko Kaukokari et Mikael Sjoqvist Juges de lignes : Jon Kilian et Emil Yletyinen |
| Wüthrich         | Gardiens | Škarek (23 min 55 s) Kořenář (36 min 5 s) | | Arbitrage : Mikko Kaukokari et Mikael Sjoqvist Juges de lignes : Jon Kilian et Emil Yletyinen |
| 4 min            | Pénalités | 8 min                                     | | Arbitrage : Mikko Kaukokari et Mikael Sjoqvist Juges de lignes : Jon Kilian et Emil Yletyinen |
| 31               | Tirs | 60                                        | | Arbitrage : Mikko Kaukokari et Mikael Sjoqvist Juges de lignes : Jon Kilian et Emil Yletyinen |

| 31 décembre | Russie | 3-4 (TB) (2-2, 0-0, 1-1, 0-0, 0-1) | Suède | KeyBank Center 6 121 spectateurs |

| Feuille de match | Feuille de match | Feuille de match            | Feuille de match | Feuille de match                                                                                     |
| ---------------- | --- | --------------------------- | --- | --- |
|                  | - Sokolov (Maltsev, Polodian) — 15 min 9 s - Kostine (Ivanov, Svetchnikov) — 18 min 18 s - Polodiane (Chepelev, Ivanov) — 56 min 15 s | 0-1 1-1 1-2 2-2 2-3 3-3 3-4 | Andersson (Liljegren, Nylander) — 7 min 18 s - Liljegren (Söderlund, L. Lindström) — 17 min 32 s - Gustafsson (Jonsson Fjällby, Davidsson) — 54 min 21 s - Steen — 70 min (TB) | Arbitrage : Gordon Schukies et Stephen Thomson Juges de lignes : Dustin McCrank et Markus Hägerström |
| Soukhatchiov     | Gardiens | Gustavsson                  | | Arbitrage : Gordon Schukies et Stephen Thomson Juges de lignes : Dustin McCrank et Markus Hägerström |
| 12 min           | Pénalités | 8 min                       | | Arbitrage : Gordon Schukies et Stephen Thomson Juges de lignes : Dustin McCrank et Markus Hägerström |
| 31               | Tirs | 43                          | | Arbitrage : Gordon Schukies et Stephen Thomson Juges de lignes : Dustin McCrank et Markus Hägerström |

##### Classement
| Clt   | Équipe      | PJ | V | VP | D | DP | BP | BC | Diff | Pts |
| ----- | ----------- | -- | - | -- | - | -- | -- | -- | ---- | --- |
| +001, | Suède       | 4  | 3 | 1  | 0 | 0  | 20 | 7  | +13  | 11  |
| +002, | Tchéquie    | 4  | 3 | 0  | 1 | 0  | 18 | 15 | +3   | 9   |
| +003, | Russie      | 4  | 2 | 0  | 1 | 1  | 17 | 13 | +4   | 7   |
| +004, | Suisse      | 4  | 1 | 0  | 3 | 0  | 10 | 20 | -10  | 3   |
| +005, | Biélorussie | 4  | 0 | 0  | 4 | 0  | 10 | 20 | -10  | 0   |

- Qualifié pour les quarts de finale
- Joue le tour de relégation

### Tour de relégation
| 2 janvier | Biélorussie | 4-5 (0-2, 2-0, 2-3) | Danemark | HarborCenter 1 245 spectateurs |

| Feuille de match | Feuille de match | Feuille de match                    | Feuille de match | Feuille de match                                                                                   |
| ---------------- | --- | ----------------------------------- | --- | -------------------------------------------------------------------------------------------------- |
|                  | - Litvinov — 21 min 1 s (IN) Ieriomenko (Souchko, Charangovitch) — 29 min 13 s (SN) Drozdov — 41 min 44 s (IN) Martynov (Souchko, Charangovitch) — 48 min 30 s (SN) - | 0-1 0-2 1-2 2-2 3-2 4-2 4-3 4-4 4-5 | Røndbjerg (Blichfeld) — 15 min 56 s Schultz (Madsen, Grundtvig) — 16 min 48 s - Blichfeld (Røndbjerg, Jessen) — 49 min 4 s Blichfeld (Setkov) — 59 min 26 s (JS) Grundtvig (Røndbjerg, Mogensen) — 59 min 45 s | Arbitrage : Gordon Schukies et Marc Wiegand Juges de lignes : Franco Castelli et Markus Hägerström |
| Grichtchenko     | Gardiens | Krog                                | | Arbitrage : Gordon Schukies et Marc Wiegand Juges de lignes : Franco Castelli et Markus Hägerström |
| 20 min           | Pénalités | 14 min                              | | Arbitrage : Gordon Schukies et Marc Wiegand Juges de lignes : Franco Castelli et Markus Hägerström |
| 28               | Tirs | 29                                  | | Arbitrage : Gordon Schukies et Marc Wiegand Juges de lignes : Franco Castelli et Markus Hägerström |

| 4 janvier | Danemark | 3-2 (TB) (2-0, 0-0, 0-2, 0-0, 1-0) | Biélorussie | KeyBank Center 4 295 spectateurs |

| Feuille de match | Feuille de match | Feuille de match                               | Feuille de match                                                              | Feuille de match                                                                                    |
| ---------------- | --- | ---------------------------------------------- | ----------------------------------------------------------------------------- | --------------------------------------------------------------------------------------------------- |
|                  | Nielsen (Blichfeld, Røndbjerg) — 10 min 47 s Røndbjerg (Blichfeld, Schmidt-Svejstrup) — 12 min 23 s - Schmidt-Svejstrup — 70 min (TB) | 1-0 2-0 2-1 2-2 3-2                            | - Souchko (Ieriomenko) — 48 min 54 s Litvinov (Bovbel, Souchko) — 49 min 40 s | Arbitrage : Andris Ansons et Alexandre Garon Juges de lignes : William Hancock II et Emil Yletyinen |
| Krog             | Gardiens | Grichtchenko (12 min 23 s) Rodik (57 min 37 s) |                                                                               | Arbitrage : Andris Ansons et Alexandre Garon Juges de lignes : William Hancock II et Emil Yletyinen |
| 10 min           | Pénalités | 33 min                                         |                                                                               | Arbitrage : Andris Ansons et Alexandre Garon Juges de lignes : William Hancock II et Emil Yletyinen |
| 28               | Tirs | 30                                             |                                                                               | Arbitrage : Andris Ansons et Alexandre Garon Juges de lignes : William Hancock II et Emil Yletyinen |

### Tour final

#### Tableau
|  | Quarts de finale | Quarts de finale |           |            | Demi-finales           | Demi-finales           |   |  | Finale     | Finale    |
|  | Quarts de finale | Quarts de finale |           |            | Demi-finales           | Demi-finales           |   |  | Finale     | Finale    |
|  |                  |                  |           |            |                        |                        |   |  |            |           |
|  | 2 janvier        | 2 janvier        |           |            | 4 janvier              | 4 janvier              |   |  | 5 janvier  | 5 janvier |
|  | 2 janvier        | 2 janvier        |           |            | 4 janvier              | 4 janvier              |   |  | 5 janvier  | 5 janvier |
|  | 1A Canada        | 8                |           |            | 4 janvier              | 4 janvier              |   |  | 5 janvier  | 5 janvier |
|  | 1A Canada        | 8                |           |            | 4 janvier              | 4 janvier              |   |  | 5 janvier  | 5 janvier |
|  | 4B Suisse        | 2                |           |            | 4 janvier              | 4 janvier              |   |  | 5 janvier  | 5 janvier |
|  | 4B Suisse        | 2                | Canada    | 7          |                        |                        |   |  | 5 janvier  | 5 janvier |
|  | 2 janvier        |                  | Canada    | 7          |                        |                        |   |  | 5 janvier  | 5 janvier |
|  |                  | Tchéquie         | 2         |            |                        |                        |   |  | 5 janvier  | 5 janvier |
|  | 2B Tchéquie      | Tchéquie         | 2         | 4TF        |                        |                        |   |  | 5 janvier  | 5 janvier |
|  | 2B Tchéquie      |                  |           | 4TF        |                        |                        |   |  | 5 janvier  | 5 janvier |
|  | 3A Finlande      | 3                |           |            |                        |                        |   |  | 5 janvier  | 5 janvier |
|  | 3A Finlande      | 3                | Canada    | 3          |                        |                        |   |  |            |           |
|  | 2 janvier        |                  | Canada    | 3          |                        |                        |   |  |            |           |
|  |                  | Suède            | 1         |            |                        |                        |   |  |            |           |
|  | 1B Suède         | Suède            | 1         | 3          |                        |                        |   |  |            |           |
|  | 1B Suède         | 4 janvier        |           | 3          |                        |                        |   |  |            |           |
|  | 4A Slovaquie     | 2                |           |            |                        |                        |   |  |            |           |
|  | 4A Slovaquie     | 2                | Suède     | 4          |                        |                        |   |  |            |           |
|  | 2 janvier        | 2 janvier        | Suède     | 4          | Match pour la 3e place | Match pour la 3e place |   |  |            |           |
|  | 2 janvier        | 2 janvier        |           | États-Unis | Match pour la 3e place | Match pour la 3e place | 2 |  |            |           |
|  | 2A États-Unis    | 4                | 5 janvier | 5 janvier  |                        |                        | 2 |  |            |           |
|  | 2A États-Unis    | 4                | 5 janvier | 5 janvier  |                        |                        |   |  |            |           |
|  | 3B Russie        | 2                |           | Tchéquie   | 3                      |                        |   |  |            |           |
|  | 3B Russie        | 2                |           | Tchéquie   | 3                      |                        |   |  |            |           |
|  |                  |                  |           |            |                        |                        |   |  | États-Unis | 9         |
|  |                  |                  |           |            |                        |                        |   |  | États-Unis | 9         |

Pr : prolongation - TF : tirs de fusillade

#### Quarts de finale
| 2 janvier | Canada | 8-2 (3-0, 3-1, 2-1) | Suisse | KeyBank Center 5 533 spectateurs |

| Feuille de match | Feuille de match | Feuille de match                          | Feuille de match                                                                        | Feuille de match                                                                                  |
| ---------------- | --- | ----------------------------------------- | --------------------------------------------------------------------------------------- | ------------------------------------------------------------------------------------------------- |
|                  | Howden (Comtois, Makar) — 48 s Makar (Timmins, Comtois) — 8 min 29 s Batherson (Katchouk, Thomas) — 12 min 6 s (SN) Batherson (Howden) — 26 min 12 s Kyrou (Steel) — 27 min 24 s - Timmins (Steenbergen, Howden) — 32 min 19 s - Dubé (Kyrou, Raddysh) — 51 min 12 s (SN) Comtois (Howden) — 59 min 9 s | 1-0 2-0 3-0 4-0 5-0 5-1 6-1 6-2 7-2 8-2   | - Rohrbach (Le Coultre, Maillard) — 28 min 46 s - Simic (Maillard) — 50 min 26 s (IN) - | Arbitrage : Jacob Grumsen et Mikael Sjöqvist Juges de lignes : Rene Jensen et Aleksandr Syssouïev |
| Hart             | Gardiens | Wüthrich (27 min 24 s) Ritz (32 min 36 s) |                                                                                         | Arbitrage : Jacob Grumsen et Mikael Sjöqvist Juges de lignes : Rene Jensen et Aleksandr Syssouïev |
| 6 min            | Pénalités | 8 min                                     |                                                                                         | Arbitrage : Jacob Grumsen et Mikael Sjöqvist Juges de lignes : Rene Jensen et Aleksandr Syssouïev |
| 60               | Tirs | 15                                        |                                                                                         | Arbitrage : Jacob Grumsen et Mikael Sjöqvist Juges de lignes : Rene Jensen et Aleksandr Syssouïev |

| 2 janvier | République tchèque | 4-3 (TB) (1-0, 1-2, 1-1, 0-0, 1-0) | Finlande | KeyBank Center 5 109 spectateurs |

| Feuille de match | Feuille de match | Feuille de match            | Feuille de match | Feuille de match                                                                           |
| ---------------- | --- | --------------------------- | --- | ------------------------------------------------------------------------------------------ |
|                  | Zadina (Nečas, Hájek) — 6 min 20 s (SN) - Reichel (Pavlík, Budík) — 34 min 17 s - Zadina (Galvas, Nečas) — 57 min 34 s (JS) Reichel — 70 min (TB) | 1-0 1-1 1-2 2-2 2-3 3-3 4-3 | - Räsänen (Vesalainen, Juolevi) — 23 min 4 s (SN) Juolevi (Vesalainen, Kuokkanen) — 29 min 53 s - Vesalainen (Tolvanen) — 46 min 30 s - | Arbitrage : Stephen Thomson et Jeremy Tufts Juges de lignes : Jon Kilian et Emil Yletyinen |
| Kořenář          | Gardiens | Luukkonen                   | | Arbitrage : Stephen Thomson et Jeremy Tufts Juges de lignes : Jon Kilian et Emil Yletyinen |
| 8 min            | Pénalités | 4 min                       | | Arbitrage : Stephen Thomson et Jeremy Tufts Juges de lignes : Jon Kilian et Emil Yletyinen |
| 30               | Tirs | 54                          | | Arbitrage : Stephen Thomson et Jeremy Tufts Juges de lignes : Jon Kilian et Emil Yletyinen |

| 2 janvier | Suède | 3-2 (0-0, 2-1, 1-1) | Slovaquie | HarborCenter 1 445 spectateurs |

| Feuille de match | Feuille de match                                                                                             | Feuille de match    | Feuille de match                                                          | Feuille de match                                                                                    |
| ---------------- | --- | ------------------- | ------------------------------------------------------------------------- | --------------------------------------------------------------------------------------------------- |
|                  | Lundeström (Söderlund) — 20 min 9 s Zetterlund — 26 min 55 s - Lundeström (Söderlund, Steen) — 50 min 17 s - | 1-0 2-0 2-1 3-1 3-2 | - Bodák (Cacho, Buček) — 37 min 41 s (SN) - Bodák (Kelemen) — 51 min 58 s | Arbitrage : Alexandre Garon et Manuel Nikolic Juges de lignes : Willian Hancock II et Jiří Ondráček |
| Gustavsson       | Gardiens | Durný               |                                                                           | Arbitrage : Alexandre Garon et Manuel Nikolic Juges de lignes : Willian Hancock II et Jiří Ondráček |
| 10 min           | Pénalités | 4 min               |                                                                           | Arbitrage : Alexandre Garon et Manuel Nikolic Juges de lignes : Willian Hancock II et Jiří Ondráček |
| 39               | Tirs | 22                  |                                                                           | Arbitrage : Alexandre Garon et Manuel Nikolic Juges de lignes : Willian Hancock II et Jiří Ondráček |

| 2 janvier | États-Unis | 4-2 (2-1, 0-0, 2-1) | Russie | KeyBank Center 6 242 spectateurs |

| Feuille de match | Feuille de match | Feuille de match        | Feuille de match                                                                            | Feuille de match                                                                          |
| ---------------- | --- | ----------------------- | ------------------------------------------------------------------------------------------- | ----------------------------------------------------------------------------------------- |
|                  | Bellows (Tkachuk, Fox) — 2 min 18 s (SN) - Yamamoto (Mittelstadt, Samberg) — 14 min 34 s - Bellows (Samberg) — 52 min 31 s J. Anderson (Poehling, Lindgren) — 59 min 18 s (CV) | 1-0 1-1 2-1 2-2 3-2 4-2 | - Cholokhov (Kostine, Ielizarov) — 10 min 32 s - Altybarmakian (Samoroukov) — 43 min 39 s - | Arbitrage : Mikko Kaukokari et Robin Šír Juges de lignes : Dustin McCrank et Peter Šefčík |
| Woll             | Gardiens | Soukhatchiov            |                                                                                             | Arbitrage : Mikko Kaukokari et Robin Šír Juges de lignes : Dustin McCrank et Peter Šefčík |
| 8 min            | Pénalités | 33 min                  |                                                                                             | Arbitrage : Mikko Kaukokari et Robin Šír Juges de lignes : Dustin McCrank et Peter Šefčík |
| 43               | Tirs | 29                      |                                                                                             | Arbitrage : Mikko Kaukokari et Robin Šír Juges de lignes : Dustin McCrank et Peter Šefčík |

#### Demi-finales
| 4 janvier | Canada | 7-2 (2-1, 4-0, 1-1) | République tchèque | KeyBank Center 6 941 spectateurs |

| Feuille de match | Feuille de match | Feuille de match                          | Feuille de match                                                    | Feuille de match                                                                              |
| ---------------- | --- | ----------------------------------------- | ------------------------------------------------------------------- | --------------------------------------------------------------------------------------------- |
|                  | - Steel (Clague, Kyrou) — 15 min 5 s (SN) Batherson (Makar, Thomas) — 18 min 8 s (SN) Batherson (Makar, Bean) — 27 min 48 s (SN) Comtois (Howden, Formenton) — 29 min 43 s Kyrou (Steel, Dubé) — 32 min 15 s Batherson (McLeod) — 36 min 58 s Katchouk (Thomas) — 45 min 15 s - | 0-1 1-1 2-1 3-1 4-1 5-1 6-1 7-1 7-2       | Zadina (Nečas, Michnáč) — 5 min 55 s - Zadina (Budík) — 50 min 11 s | Arbitrage : Gordon Schukies et Jeremy Tufts Juges de lignes : Markus Hägerström et Jon Kilian |
| Hart             | Gardiens | Kořenář (36 min 58 s) Škarek (23 min 2 s) |                                                                     | Arbitrage : Gordon Schukies et Jeremy Tufts Juges de lignes : Markus Hägerström et Jon Kilian |
| 10 min           | Pénalités | 8 min                                     |                                                                     | Arbitrage : Gordon Schukies et Jeremy Tufts Juges de lignes : Markus Hägerström et Jon Kilian |
| 39               | Tirs | 20                                        |                                                                     | Arbitrage : Gordon Schukies et Jeremy Tufts Juges de lignes : Markus Hägerström et Jon Kilian |

| 4 janvier | Suède | 4-2 (0-0, 1-0, 3-2) | États-Unis | KeyBank Center 7 524 spectateurs |

| Feuille de match | Feuille de match | Feuille de match                          | Feuille de match                                                                 | Feuille de match                                                                         |
| ---------------- | --- | ----------------------------------------- | -------------------------------------------------------------------------------- | ---------------------------------------------------------------------------------------- |
|                  | Pettersson (Nylander, L. Lindström) — 33 min 30 s (SN) Andersson (Karlström) — 46 min 17 s Steen — 47 min 47 s (IN) Jonsson-Fjällby — 48 min 25 s (IN) - | 1-0 2-0 3-0 4-0 4-1 4-2                   | - Bellows (Yamamoto) — 52 min 24 s (SN) Tkachuk (J. Anderson) — 56 min 59 s (JS) | Arbitrage : Manuel Nikolic et Marc Wiegand Juges de lignes : Rene Jensen et Peter Šefčík |
| Gustavsson       | Gardiens | Woll (48 min 25 s) Oettinger (8 min 24 s) |                                                                                  | Arbitrage : Manuel Nikolic et Marc Wiegand Juges de lignes : Rene Jensen et Peter Šefčík |
| 16 min           | Pénalités | 8 min                                     |                                                                                  | Arbitrage : Manuel Nikolic et Marc Wiegand Juges de lignes : Rene Jensen et Peter Šefčík |
| 20               | Tirs | 31                                        |                                                                                  | Arbitrage : Manuel Nikolic et Marc Wiegand Juges de lignes : Rene Jensen et Peter Šefčík |

#### Match pour la troisième place
| 5 janvier | République tchèque | 3-9 (0-1, 0-6, 3-2) | États-Unis | KeyBank Center 7 122 spectateurs |

| Feuille de match                           | Feuille de match | Feuille de match                                | Feuille de match | Feuille de match                                                                              |
| ------------------------------------------ | --- | ----------------------------------------------- | --- | --------------------------------------------------------------------------------------------- |
|                                            | - Kaut (Hájek, Nečas) — 40 min 43 s (SN) Pavlík (Kodýtek, Vála) — 42 min 11 s - Kurovský (Kodýtek, Pavlík) — 47 min 45 s - | 0-1 0-2 0-3 0-4 0-5 0-6 0-7 1-7 2-7 2-8 3-8 3-9 | Frederic — 19 min 56 s (IN) Poehling (J. Anderson, Perunovich) — 20 min 9 s (IN) J. Anderson (Tkachuk, Mittelstadt) — 24 min 18 s Frederic (Hughes, Tufte) — 25 min 52 s Bellows — 27 min 23 s (TP) Frederic — 32 min 55 s Bellows (Norris) — 39 min 1 s - Frederic (Bellows, Harper) — 45 min 41 s (SN) - Harper (Samberg) — 57 min 10 s | Arbitrage : Gordon Schukies et Mikael Sjöqvist Juges de lignes : Jon Kilian et Dustin McCrank |
| Kořenář (44 min 18 s) Škarek (15 min 42 s) | Gardiens | Oettinger (56 min 41 s) Swayman (3 min 19 s)    | | Arbitrage : Gordon Schukies et Mikael Sjöqvist Juges de lignes : Jon Kilian et Dustin McCrank |
| 4 min                                      | Pénalités | 8 min                                           | | Arbitrage : Gordon Schukies et Mikael Sjöqvist Juges de lignes : Jon Kilian et Dustin McCrank |
| 35                                         | Tirs | 39                                              | | Arbitrage : Gordon Schukies et Mikael Sjöqvist Juges de lignes : Jon Kilian et Dustin McCrank |

#### Finale
| 5 janvier | Suède | 1-3 (0-0, 1-1, 0-2) | Canada | KeyBank Center 17 544 spectateurs |

| Feuille de match | Feuille de match                                           | Feuille de match | Feuille de match                                                                                            | Feuille de match                                                                         |
| ---------------- | ---------------------------------------------------------- | ---------------- | --- | ---------------------------------------------------------------------------------------- |
|                  | - Söderlund (L. Lindström, Brännström) — 33 min 7 s (IN) - | 0-1 1-1 1-2 1-3  | Dubé (Kyrou, Steel) — 21 min 49 s - Steenbergen (Timmins) — 58 min 20 s Formenton (Mete) — 58 min 46 s (CV) | Arbitrage : Mikko Kaukokari et Robin Šir Juges de lignes : Jiří Ondráček et Peter Šefčík |
| Gustavsson       | Gardiens                                                   | Hart             | | Arbitrage : Mikko Kaukokari et Robin Šir Juges de lignes : Jiří Ondráček et Peter Šefčík |
| 22 min           | Pénalités                                                  | 2 min            | | Arbitrage : Mikko Kaukokari et Robin Šir Juges de lignes : Jiří Ondráček et Peter Šefčík |
| 36               | Tirs                                                       | 28               | | Arbitrage : Mikko Kaukokari et Robin Šir Juges de lignes : Jiří Ondráček et Peter Šefčík |

### Classement final
| Place              | Équipe      |
| ------------------ | ----------- |
| Médaille d'or      | Canada      |
| Médaille d'argent  | Suède       |
| Médaille de bronze | États-Unis  |
| 4                  | Tchéquie    |
| 5                  | Russie      |
| 6                  | Finlande    |
| 7                  | Slovaquie   |
| 8                  | Suisse      |
| 9                  | Danemark    |
| 10                 | Biélorussie |

- Relégué en Division IA

### Récompenses individuelles
| Makar Dahlin Mittelstadt Bellows Zadina Gustavsson |
| Équipe-type des médias                             |
| Makar Dahlin Mittelstadt Bellows Zadina Gustavsson |

Meilleur joueur :  Casey Mittelstadt
Équipe type IIHF :
- Meilleur gardien : Filip Gustavsson (Suède)
- Meilleur défenseur : Rasmus Dahlin (Suède)
- Meilleur attaquant : Casey Mittelstadt (États-Unis)

#### Incidents lors de la remise des médailles
À la fin de la finale, lors de la cérémonie de cloture, plusieurs joueurs suédois, ainsi que les entraîneurs, particulièrement déçus de leur défaite, s'empressent d'enlever les médailles d'argent de leur cou et de les empocher. Le capitaine, Lias Andersson, la lance même dans les gradins. Il se justifie plus tard : « Je n’en voulais pas. Le partisan semblait la vouloir plus que moi. Je ne regrette pas de l’avoir lancée dans les estrades. Je ne veux pas l’argent, je veux l’or. ». Une partie de ses coéquipiers s'excusent après la cérémonie, mais des peines de suspension de plusieurs matchs internationaux sont infligées à tous par la fédération internationale.

### Statistiques individuelles
| Rang | Joueur            | Pays        | PJ | B | A | Pts | +/− | Pun |
| ---- | ----------------- | ----------- | -- | - | - | --- | --- | --- |
| 1    | Casey Mittelstadt | États-Unis  | 7  | 4 | 7 | 11  | +8  | 2   |
| 2    | Martin Nečas      | Tchéquie    | 7  | 3 | 8 | 11  | -5  | 0   |
| 3    | Kieffer Bellows   | États-Unis  | 7  | 9 | 1 | 10  | +2  | 4   |
| 4    | Jordan Kyrou      | Canada      | 7  | 3 | 7 | 10  | +2  | 0   |
| 5    | Sam Steel         | Canada      | 7  | 4 | 5 | 9   | +3  | 0   |
| 6    | Brady Tkachuk     | États-Unis  | 7  | 3 | 6 | 9   | +6  | 2   |
| 7    | Filip Zadina      | Tchéquie    | 7  | 7 | 1 | 8   | -4  | 2   |
| 8    | Klim Kostine      | Russie      | 5  | 5 | 3 | 8   | +7  | 2   |
| 9    | Cale Makar        | Canada      | 7  | 3 | 5 | 8   | +5  | 0   |
| 10   | Maksim Souchko    | Biélorussie | 6  | 2 | 6 | 8   | -1  | 4   |

Pour les significations des abréviations, voir statistiques du hockey sur glace.
| Rang | Joueur                 | Pays        | Min          | BC | Moy  | %Arr  | Bl |
| ---- | ---------------------- | ----------- | ------------ | -- | ---- | ----- | -- |
| 1    | Carter Hart            | Canada      | 365 min 0 s  | 11 | 1,81 | 92,95 | 1  |
| 2    | Roman Durný            | Slovaquie   | 240 min 0 s  | 11 | 2,75 | 92,86 | 0  |
| 3    | Filip Gustavsson       | Suède       | 364 min 36 s | 11 | 1,81 | 92,41 | 0  |
| 4    | Vladislav Soukhatchiov | Russie      | 262 min 30 s | 12 | 2,74 | 90,40 | 0  |
| 5    | Philip Wüthrich        | Suisse      | 207 min 22 s | 17 | 4,92 | 88,74 | 0  |
| 6    | Joseph Woll            | États-Unis  | 287 min 33 s | 13 | 2,71 | 88,60 | 1  |
| 7    | Kasper Krog            | Danemark    | 288 min 42 s | 22 | 4,57 | 87,98 | 0  |
| 8    | Ukko-Pekka Luukkonen   | Finlande    | 306 min 54 s | 16 | 3,13 | 87,88 | 0  |
| 9    | Josef Kořenář          | Tchéquie    | 267 min 25 s | 20 | 4,49 | 87,88 | 0  |
| 10   | Andreï Grichtchenko    | Biélorussie | 287 min 4 s  | 26 | 5,43 | 84,80 | 0  |

Pour les significations des abréviations, voir statistiques du hockey sur glace.
Nota : seuls sont classés les gardiens ayant joué au minimum 40 % du temps de jeu de leur équipe.

## Autres divisions
Pour les significations des abréviations, voir statistiques du hockey sur glace.

### Division IA
La compétition se déroule à Courchevel et Méribel en France du 10 au 16 décembre 2017.
| Clt   | Équipe       | PJ | V | VP | D | DP | BP | BC | Diff | Pts |
| ----- | ------------ | -- | - | -- | - | -- | -- | -- | ---- | --- |
| +001, | Kazakhstan   | 5  | 3 | 2  | 0 | 0  | 20 | 10 | +10  | 13  |
| +002, | Lettonie (R) | 5  | 3 | 1  | 0 | 1  | 13 | 5  | +8   | 12  |
| +003, | Allemagne    | 5  | 3 | 0  | 1 | 1  | 17 | 7  | +10  | 10  |
| +004, | France       | 5  | 1 | 1  | 2 | 1  | 11 | 15 | -4   | 6   |
| +005, | Autriche     | 5  | 1 | 0  | 4 | 0  | 10 | 20 | -10  | 3   |
| +006, | Hongrie (P)  | 5  | 0 | 0  | 4 | 1  | 11 | 25 | -14  | 1   |

- Promu en Division Élite en 2019
- Relégué en Division IB en 2019

### Division IB
La compétition se déroule à Bled en Slovénie du 9 au 15 décembre 2017.
| Clt   | Équipe       | PJ | V | VP | D | DP | BP | BC | Diff | Pts |
| ----- | ------------ | -- | - | -- | - | -- | -- | -- | ---- | --- |
| +001, | Norvège (R)  | 5  | 3 | 2  | 0 | 0  | 18 | 5  | +13  | 13  |
| +002, | Pologne      | 5  | 3 | 1  | 0 | 1  | 23 | 14 | +9   | 12  |
| +003, | Slovénie     | 5  | 3 | 0  | 1 | 1  | 18 | 15 | +3   | 10  |
| +004, | Ukraine      | 5  | 1 | 1  | 2 | 1  | 9  | 11 | -2   | 6   |
| +005, | Italie       | 5  | 0 | 1  | 4 | 0  | 9  | 23 | -14  | 2   |
| +006, | Lituanie (P) | 5  | 0 | 0  | 3 | 2  | 7  | 16 | -9   | 2   |

- Promu en Division IA en 2019
- Relégué en Division IIB en 2019

### Division IIA
La compétition se déroule à Dumfries en Grande-Bretagne du 10 au 16 décembre 2017.
| Clt   | Équipe              | PJ | V | VP | D | DP | BP | BC | Diff | Pts |
| ----- | ------------------- | -- | - | -- | - | -- | -- | -- | ---- | --- |
| +001, | Japon               | 5  | 4 | 1  | 0 | 0  | 23 | 7  | +16  | 14  |
| +002, | Corée du Sud (P)    | 5  | 2 | 2  | 1 | 0  | 21 | 19 | +2   | 10  |
| +003, | Grande-Bretagne (R) | 5  | 3 | 0  | 1 | 1  | 23 | 15 | +8   | 10  |
| +004, | Estonie             | 5  | 1 | 0  | 3 | 1  | 20 | 25 | -5   | 4   |
| +005, | Roumanie            | 5  | 1 | 0  | 3 | 1  | 17 | 20 | -3   | 4   |
| +006, | Pays-Bas            | 5  | 1 | 0  | 4 | 0  | 13 | 31 | -18  | 3   |

- Promu en Division IB en 2019
- Relégué en Division IIB en 2019

Pour les significations des abréviations, voir statistiques du hockey sur glace.

### Division IIB
La compétition se déroule à Belgrade en Serbie du 10 au 16 janvier 2018.
| Clt   | Équipe      | PJ | V | VP | D | DP | BP | BC | Diff | Pts |
| ----- | ----------- | -- | - | -- | - | -- | -- | -- | ---- | --- |
| +001, | Espagne     | 5  | 4 | 1  | 0 | 0  | 26 | 8  | +18  | 14  |
| +002, | Serbie      | 5  | 4 | 0  | 0 | 1  | 22 | 12 | +10  | 13  |
| +003, | Croatie (R) | 5  | 3 | 0  | 2 | 0  | 16 | 11 | +5   | 9   |
| +004, | Belgique    | 5  | 1 | 0  | 4 | 0  | 22 | 28 | -6   | 3   |
| +005, | Mexique     | 5  | 1 | 0  | 4 | 0  | 12 | 22 | -10  | 3   |
| +006, | Turquie (P) | 5  | 1 | 0  | 4 | 0  | 13 | 20 | -17  | 3   |

- Promu en Division IIA en 2019
- Relégué en Division III en 2019

Pour les significations des abréviations, voir statistiques du hockey sur glace.

### Division III
La compétition se déroule à Sofia en Bulgarie du 22 au 28 janvier 2018.
| Clt   | Équipe           | PJ | V | VP | D | DP | BP | BC | Diff | Pts |
| ----- | ---------------- | -- | - | -- | - | -- | -- | -- | ---- | --- |
| +001, | Israël           | 5  | 5 | 0  | 0 | 0  | 25 | 11 | +14  | 15  |
| +002, | Chine            | 5  | 3 | 0  | 2 | 0  | 30 | 12 | +18  | 9   |
| +003, | Bulgarie         | 5  | 3 | 0  | 2 | 0  | 22 | 24 | -2   | 9   |
| +004, | Islande          | 5  | 2 | 0  | 2 | 1  | 20 | 15 | +5   | 7   |
| +005, | Australie (R)    | 5  | 1 | 1  | 3 | 0  | 18 | 24 | -6   | 5   |
| +006, | Nouvelle-Zélande | 5  | 0 | 0  | 5 | 0  | 11 | 40 | -29  | 0   |

- Promu en Division IIB en 2019
- Relégué en Qualification pour la Division III en 2019

Pour les significations des abréviations, voir statistiques du hockey sur glace.

### Qualification pour la Division III
La compétition se déroule au Cap en Afrique du Sud du 5 au 7 février 2018.
| Clt   | Équipe               | PJ | V | VP | D | DP | BP | BC | Diff | Pts |
| ----- | -------------------- | -- | - | -- | - | -- | -- | -- | ---- | --- |
| +001, | Afrique du Sud       | 2  | 2 | 0  | 0 | 0  | 6  | 4  | +2   | 6   |
| +002, | Taipei chinois       | 2  | 0 | 0  | 2 | 0  | 4  | 6  | -2   | 0   |
|       | Turkménistan forfait |    |   |    |   |    |    |    |      |     |

- Promu en Division III en 2019

Pour les significations des abréviations, voir statistiques du hockey sur glace.